# NGC 5208
NGC 5208 este o liner situată în constelația Fecioara. A fost descoperită în 19 martie 1787 de către William Herschel. Se află la o distanță de 98,72 de megaparseci de Pământ.